# Leonów (Niemce)
Leonów – część wsi Niemce w Polsce położona w województwie lubelskim, w powiecie lubelskim, w gminie Niemce w pobliżu drogi krajowej 19 (zachodnie obrzeża miejscowości). Wschodnim skrajem wsi przebiega linia kolejowa Lublin-Lubartów-Łuków ze stacją Bystrzyca koło Lublina.
W latach 1975–1998 Leonów administracyjnie należał do województwa lubelskiego. Leonów stanowi sołectwo gminy Niemce). Jest znanym ośrodkiem szklarniowej uprawy pomidora i ogórka.
Wierni Kościoła rzymskokatolickiego należą do parafii św. Ignacego Loyoli i św. Piotra i Pawła w Niemcach.